# Al-Szujúti
Röviden csak Al-Szujuti vagy Asz-Szujuti, teljes nevén Abú al-Fadl Abd al-Rahmán ibn Abí Bakr ibn Muhammad Dzsalál al-Dín al-Hudajrí al-Szujútí (arabul: جلال الدين عبد الرحمن بن أبي بكر بن محمد الخضيري السيوطي), (Aszjút, 1445. október 3. – Kairó, 1505. október 18.) középkori egyiptomi arab történetíró, teológus, nyelvtudós.
Perzsa édesapa és türk édesanya gyermekeként született az egyiptomi Aszijútban. Évtizedeken keresztül tanított Kairóban, de élete vége felé megfosztották állásától. Valószínűleg ő volt a valaha élt legtermékenyebb arab író: műveinek száma állítólag 560-at tett ki. Többek közt magyarázta a Koránt  a Javítás és A két Dzselál kommentárja című kis könyveiben. Filológiával foglalkozott a Vendéglátás (más néven Virágzó) könyvében, Az előadás szépsége, A kalifák történetéről és a nyelvtanról, illetve A hasonlóságok és ellentétek pedig Kairó történetét dolgozzák fel. Az előadás szépsége emellett számos önéletrajzi adatot őrzött meg a szerzőről.
Asz-Szujuti nem állt alázatos ember hírében, ezért nem kedvelték tudós társai. Azt is szemére vetették, hogy mások műveit kisebb változtatásokkal gátlástalanul eltulajdonította, és saját műveként jelentette meg. Műveinek stílusa könnyed, olykor még humoros vonások is felfedezhetőek benne. Szép kalligrafikus írása kiemeli kortársai közül. A későbbi keleti írók sokat hivatkoztak műveire, amelyek azonban az újabb kutatások szerint nem mindig megbízhatóak.